# Chris Achilleos
Chris Achilleos, nato Christos Achilléos (Famagosta, 1947 – 6 dicembre 2021), è stato un pittore e illustratore cipriota naturalizzato britannico, specializzato in arte fantastica ed erotica.

## Biografia
Nacque nella città di Famagosta, sull'isola di Cipro, prima che la sua famiglia si trasferisse nel Regno Unito nel 1959, dove Achilleos risiedette per tutta la vita. Ha studiato presso lo Hornsey College of Art.
I suoi lavori sono stati pubblicati su riviste, copertine di libri e videogiochi. Ha inoltre svolto il ruolo di artista concettuale nella realizzazione di vari film.
Nel 1979 disegnò la controversa copertina dell'album Lovehunter del gruppo musicale britannico Whitesnake.

## Opere
Achilleos pubblicò una serie di libri con le sue opere, tra cui:
- Beauty and the Beast (1978)[4]
- Sirens (1986)[4]
- Medusa (1988)[4]
- Amazona (2004)[4]